# کردحاجی
مووسسِاشن (به ارمنی: Մովսէսաշեն) یا کردحاجی (به لاتین: Kürdhacı) یک منطقهٔ مسکونی در جمهوری آرتساخ است که در استان کاشاتاق واقع شده‌است.